# Marie Tamarelle-Verhaeghe
Marie Tamarelle-Verhaeghe (geboren am 27. September 1962 in Petit-Quevilly (Seine-Maritime)) ist eine französische Politikerin. Bei der Parlamentswahl 2017 trat sie im dritten Wahlkreis des Départements Eure für die Partei Mouvement démocrate (MoDem) an, wurde zur Abgeordneten in der Nationalversammlung gewählt, schloss sich dann im Parlament aber der Fraktion  Groupe La République en Marche an.

## Leben und Wirken
Marie Tamarelle-Verhaeghe wurde am Universitätsklinikum Rouen zum Doktor der Medizin promoviert und machte anschließend ihren Abschluss an der École nationale de santé publique de Rennes (jetzt École des hautes études en santé publique). Von 1993 bis 2006 war sie als Schulärztin tätig und entwickelte gemeinsam mit den lokalen Behörden und sozialmedizinischen Akteuren Projekte zur Gesundheitserziehung. Als Ausbilderin für Fachkräfte im Bildungswesen arbeitete sie an der Integration von Kindern mit Behinderungen und an der Prävention von Lernstörungen. Ab 2006 war sie leitende Ärztin in den Zentren für Prävention und öffentliche Gesundheit in Le Havre und Val-de-Reuil. Sie wurde 2015 Mitglied des Départementsrats des Départements Eure für die UDI und Vizepräsidentin des Départementsrats mit Zuständigkeit für Autonomie, ältere Menschen, Menschen mit Behinderungen und Zugang zu Gesundheitsdiensten.

### Politik
Tamarelle-Verhaeghe ist praktizierende Katholikin. 1998 war sie Mitglied von Évreux sans frontières, einer Initiative zur Unterstützung des seines Amtes enthobenen Bischofs Jacques Gaillot.
Im Februar 2017, angesichts der erneuten Unterstützung seiner Partei für François Fillon bei der Präsidentschaftswahl 2017, trat sie aus der UDI aus und schloss sich der Bewegung En Marche an, die ihren zentristischen Werten eher entsprach. Im Mai 2017 erhielt sie für die Wahl zur Nationalversammlung die Nominierung des Mouvement démocrate und die Unterstützung von LREM im dritten Wahlkreis des Départements Eure. Daraufhin gab sie ihren Posten als Vizepräsidentin des Départementsrats auf. Nach dem ersten Wahlgang der Parlamentswahlen führte sie mit 30,26 % der Stimmen vor dem Kandidaten der Front National (21,47 %). Tamarelle-Verhaeghe wurde im zweiten Wahlgang mit 59,29 % der Stimmen zur Abgeordneten gewählt.
Bei der Parlamentswahl 2022 verlor sie im zweiten Wahlgang das Mandat an Kévin Mauvieux (Rassemblement National).
In der Nationalversammlung war sie Mitglied des Ausschusses für soziale Angelegenheiten und des Ausschusses für die Bewertung und Kontrolle der öffentlichen Politik (CEC). Außerdem gehörte sie der Arbeitsgruppe zur Reform der Nationalversammlung an.
Sie ist auf Gesundheitsfragen in der Schule spezialisiert und übernahm den Vorsitz der gleichnamigen Studiengruppe. Im Rahmen ihrer Arbeit im Ausschuss für soziale Angelegenheiten war sie Referentin für das Nationale Krebsinstitut (INCa) und gehörte 2018 dessen Verwaltungsrat an.

### Privates
Sie ist mit einem Landwirt verheiratet und Mutter von acht Kindern.